# Demokrati
Demokrati (deutsch: Demokraten) bis 2023 Spolu – občianska demokracia (Eigenschreibweise: SPOLU; deutsch: Zusammen – Bürgerdemokratie) ist eine liberal-konservative Partei in der Slowakei. Sie wurde 2018 gegründet und ist Mitglied der EVP.

## Geschichte
Die Gründung der Spolu wurde am 17. November 2017 angekündigt. Die Partei wurde von Miroslav Beblavý, einem ehemaligen Wirtschaftsminister und Politiker der konservativen Partei Sieť, dem Abgeordneten Jozef Mihál von der liberalen Sloboda a Solidarita sowie den beiden Sieť-Abgeordneten Katarína Macháčková und Simona Petrík gegründet. Sie sprachen sich gegen eine Unterstützung der damaligen Regierungspartei SMER aus.
Der Gründungskongress der Partei wurde am 14. April 2018 in Poprad abgehalten. Miroslav Beblavý wurde als Vorsitzender, Katarína Macháčková, Erik Baláž und Jozef Mihál als Stellvertreter gewählt. Bei der Kommunalwahl im November 2018 gewannen Spolu-Kandidaten 16 der 2904 Bürgermeisterämter und 285 der 20646 Mandate in Stadt- und Gemeinderäten. Zur Präsidentschaftswahl im März 2019 stellte Spolu keinen eigenen Kandidaten auf, sondern unterstützte Zuzana Čaputová von der linksliberalen Partei Progresívne Slovensko (PS), die die Wahl schließlich gewann. 
Zur Europawahl im Mai 2019 bildeten PS und Spolu ein Bündnis, das mit 20,1 % der Stimmen stärkste Kraft wurde und 4 der 13 slowakischen Sitze im EU-Parlament erhielt. Zwei der Sitze gingen an Mitglieder von Spolu – Vladimír Bilčík und Michal Wiezik – die sich der christdemokratischen EVP-Fraktion anschließen. Bei der Nationalratswahl 2020 scheiterte die Spolu zusammen mit ihrem Bündnispartner Progresívne Slovensko knapp an der 7-Prozent-Hürde. Wahlbündnisse aus mehreren Parteien müssen in der Slowakei für ihren Einzug ins Parlament mindestens 7 Prozent der Stimmen gewinnen.